# Belonopsis pallens
Belonopsis pallens är en svampart som först beskrevs av Pier Andrea Saccardo, och fick sitt nu gällande namn av Keissl. 1921. Belonopsis pallens ingår i släktet Belonopsis och familjen Dermateaceae.   Inga underarter finns listade i Catalogue of Life.